# Axis kuhlii
El axis de Bawean (Axis kuhlii) es una especie de cérvido endémica de la isla de Bawean en Indonesia. Se encuentra en peligro de extinción. Su aspecto es similar al de otros cérvidos indonesios.
Su nombre científico rinde homenaje al zoólogo alemán Heinrich Kuhl.